# Giuseppe Grigoli
Giuseppe Grigoli (Castel d'Ario, 9 aprile 1902 – Milano, 1º gennaio 1975) è stato un allenatore di calcio e calciatore italiano, di ruolo difensore.

## Carriera

### Giocatore
Militò con l'Abbiategrasso fino al 1931.
Con il Mantova giocò per tre anni in Prima Divisione, collezionando 53 presenze e un gol.

### Allenatore
Ha allenato per una stagione il Crotone. Nel 1950-1951 ha guidato invece il Frosinone.

## Statistiche

### Presenze e reti nei club
| Stagione        | Squadra         | Campionato      | Campionato | Campionato | Coppe nazionali | Coppe nazionali | Coppe nazionali | Coppe continentali | Coppe continentali | Coppe continentali | Altre coppe | Altre coppe | Altre coppe | Totale | Totale |
| Stagione        | Squadra         | Comp            | Pres       | Reti       | Comp            | Pres            | Reti            | Comp               | Pres               | Reti               | Comp        | Pres        | Reti        | Pres   | Reti   |
| --------------- | --------------- | --------------- | ---------- | ---------- | --------------- | --------------- | --------------- | ------------------ | ------------------ | ------------------ | ----------- | ----------- | ----------- | ------ | ------ |
| 1922-1928       | Mantova         | 1ª Div.         | 53         | 1          | -               | -               | -               | -                  | -                  | -                  | -           | -           | -           | ?      | ?      |
| 1927-1928       | Milanese        | 1ª Div.         | ?          | ?          | -               | -               | -               | -                  | -                  | -                  | -           | -           | -           | ?      | ?      |
| 1928-1929       | Ambrosiana      | DN              | 5          | 0          | -               | -               | -               | -                  | -                  | -                  | -           | -           | -           | 5      | 0      |
| 1929-1930       | Abbiategrasso   | 2ª Div.         | ?          | ?          | -               | -               | -               | -                  | -                  | -                  | -           | -           | -           | ?      | ?      |
| 1930-1931       | Abbiategrasso   | 1ª Div.         | ?          | ?          | -               | -               | -               | -                  | -                  | -                  | -           | -           | -           | ?      | ?      |
| Totale carriera | Totale carriera | Totale carriera | 5+         | 0+         | -               | -               | -               | -                  | -                  | -                  | -           | -           | -           | 5+     | 0+     |